# Lowood
Lowood is een plaats in de Australische deelstaat Queensland en telt 3336 inwoners (2011).